# Trematodon bolivianus
Trematodon bolivianus är en bladmossart som beskrevs av C. Müller 1897. Trematodon bolivianus ingår i släktet tranmossor, och familjen Bruchiaceae. Inga underarter finns listade i Catalogue of Life.